# デュムノス
デュムノス（あるいはディムノス、Dymnos/Dimnos、？-紀元前330年）はマケドニア王アレクサンドロス3世への陰謀を企んだマケドニア人である。
デュムノスにはニコマコスという同性の恋人がおり、デュムノスは彼にアレクサンドロス殺害の陰謀を打ち明けた。デュムノスはニコマコスを脅して計画に参加させたが、気の乗らないニコマコスは兄弟のケバリノスにそれを打ち明けた。そこでケバリノスはそれを王に報告しようとして重臣フィロタスに王への取次ぎを頼んだがフィロタスはそれをしなかったため、武器庫の長官メトロンを通じて陰謀を王に話した。結果、デュムノスは王に呼びつけられたが、計画の失敗を悟って自殺した。フィロタスはこれを知りながら王に報告しなかったために関与を疑われたため、この陰謀事件はフィロタスの凋落と死へと繋がった。

## 註
1. ↑  クルティウス, VI. 6. 2-30
2. ↑  ディオドロス, XVII. 79
3. ↑  プルタルコス, 「アレクサンドロス」, 49